# The Cold Song
Pour les articles homonymes, voir Cold et Song (homonymie).
The Cold Song  ou Cold Genius Song (L'Air du Froid, ou L’air du génie du froid) est un extrait de l'aria pour voix de basse What Power Art Thou ? (« Quelle puissance es-tu ? », acte III, scène 2) du semi-opéra baroque King Arthur (Le Roi Arthur), achevé en 1691 par le compositeur anglais Henry Purcell, sur un livret de John Dryden, inspiré de la légende arthurienne, sur le thème allégorique du « pouvoir de l'amour ».
L'originalité et la difficulté vocale de l’air font qu'il est souvent repris par les chanteurs virtuoses, notamment par Klaus Nomi en 1981.

## Histoire
Le semi-opéra baroque King Arthur est composé par Henry Purcell en 1691, peu de temps avant sa disparition précoce à Londres en 1695, à l'âge de 36 ans, au sommet du succès de sa carrière. L'œuvre est interprétée pour la première fois en 1691, au Théâtre de Dorset Garden de Londres. Elle a pour sujet le mythe fondateur de la Grande-Bretagne, inspiré de la légende arthurienne du roi Arthur. La célèbre « Scène du froid » (Acte III scène 2) chantée par Le Génie du Froid (The Cold Genius) est un hymne allégorique du pouvoir de l'amour pour décongeler les cœurs et les âmes du royaume du roi Arthur (victoire du christianisme de la légende arthurienne sur le paganisme germanique saxon d'alors).

### Résumé de l'opéra King Arthur
Le roi des Saxons Oswald déclare la guerre au roi Arthur de Camelot, pour conquérir son royaume et épouser sa fiancée Emmeline (fille aveugle du duc Conon de Cornouailles, vassal d'Arthur). Oswald la kidnappe dans son château fort, attaqué par Arthur pour sauver sa bien aimée. Merlin l'enchanteur fait parvenir à cette dernière une fiole de potion magique, pour lui redonner la vue, pour qu'elle puisse s'émerveiller du monde qui l'entoure. Osmond (mage d'Oswald) protège le château fort de ses pouvoirs magiques, tente de la séduire sans succès, puis tente de paralyser le royaume par « le génie du froid, esprit de l'hiver de Grande-Bretagne » (à la puissante voix basse tremblante vibrato de la scène du givre). L'esprit du froid est alors contré par le dieu de l'amour Cupidon, qui le fait disparaître par le réchauffement de la chaleur du printemps, de l'amour et de la renaissance de la vie. L'esprit du froid demande à Cupidon « Quelle puissance es-tu ?, Toi qui viens des profondeurs, Qui m'obliges à me lever, Lentement et à contre cœur, De mon lit des neiges éternelles, Ne vois tu pas que raide et effroyablement vieux, Je suis bien incapable, De supporter cet âpre froid, Je respire à peine, Laisse-moi, laisse-moi, Geler de nouveau à en mourir... ». Puis il reconnaît Cupidon « à l'apparition de l'amour le ciel s'éclaircit, Suprême amour je te connais, Tu es de tous les dieux le plus ancien, Tu as créé le ciel et la terre, C'est l'amour qui nous a réchauffé... » Assiégé dans son château fort par l'armée du roi Arthur, Oswald le défie alors en combat singulier, pour la victoire finale de la guerre, la couronne du royaume, et pour la main d'Emmeline. Arthur désarme Oswald, épargne sa vie sous condition qu'il retourne en Saxe et libère sa bien-aimée Emmeline avant de donner une heureuse et grande fête finale au peuple de son royaume libéré.

## Reprises
Cet air est repris avec succès par le chanteur allemand Klaus Nomi, sous le titre The Cold Song, pour son premier album Klaus Nomi (album) de 1981,, puis en single en 1982 (classé à la 23e place du hit-parade français). Cette version est utilisée dans le film À nos amours de Maurice Pialat.
Le Cold Song est adapté en version orchestrale par Michael Nyman pour la musique des films Zoo (sous le titre Time Lapse) et Le Cuisinier, le voleur, sa femme et son amant (sous le titre initial de Memorial, en hommage aux morts du drame du Heysel).
La mélodie est reprise par de nombreux interprètes de musique classique et de variété, dont Sting pour son album If on a Winter's Night de 2009, Laurent Voulzy pour son album Lys & Love Tour de 2011, et Arielle Dombasle sur son album Arielle Dombasle by Era de 2013...
Son interprétation en 2018 par Andréas Pérez-Ursulet lors de la demi-finale et la grande finale de la saison 5 de l'émission de télévision Prodiges, lui permet de remporter ce télé-crochet.

## Cinéma et télévision
- 1978 : Molière d'Ariane Mnouchkine (pour illustrer la mort de Molière)
- 1983 : À nos amours de Maurice Pialat (pour lequel le titre est réédité en single[10])
- 2005 : Akoibon d'Édouard Baer
- 2009 : Victoria : Les Jeunes Années d'une reine de Jean-Marc Vallée
- 2018 : L'Œuvre sans auteur de Florian Henckel von Donnersmarck
- 2019 : Too Old to Die Young de Nicolas Winding Refn (générique de fin de l'épisode 8)
- 2020 : The Father de Florian Zeller (pour illustrer la première scène du père)
- 2021 : Bigger Than Us de Flore Vasseur
- 2023 : Napoléon (pour illustrer la scène de la mort de Joséphine)
- 2024 : Murder Club (chanté par le personnage d'Arielle Dombasle durant l'épisode 2)